# Mallikoulu
Mallikoulu (tiếng Anh: Model School) là một chương trình truyền hình ở Phần Lan. Mùa đầu tiên phát sóng vào năm 2005 trên MTV3, và tiếp theo là một chương trình theo dõi nửa giờ trên kênh nhỏ hơn ở Sub.
Chương trình đã chia sẻ một số điểm tương đồng với chương trình truyền hình nổi tiếng của Mỹ America's Next Top Model bởi Tyra Banks. Tuy nhiên, nó không được làm từ cùng một định dạng nhưng từ một mùa mới do cựu người mẫu hàng đầu Phần Lan Marita Hakala. Thay vì làm cho chương trình chỉ dành cho khán giả như trong ANTM, mục đích của nó là dạy các cô gái rụt rè làm thế nào để vào thế giới thời trang lớn dựa trên những trải nghiệm của Hakala như là một người mẫu.

## Các mùa thi
| Mùa | Phát sóng           | Quán quân      | Á quân           | Các thí sinh theo thứ tự bị loại | Tổng số thí sinh | Điểm đến quốc tế |
| --- | ------------------- | -------------- | ---------------- | --- | ---------------- | ---------------- |
| 1   | 25 tháng 2 năm 2005 | Suvi Koponen   | Martina Sorvisto | Susanna, Sarita Välikangas, Satu, Julia Posti, Martha Kämppi, Jaana Tiilikka (dừng cuộc thi), Marianne Koivisto, Sini Säkkinen       | 10               | Tallinn Milan    |
| 2   | 8 tháng 9 năm 2006  | Sanni Salminen | Essi Erlands     | Jonna Ylimäki, Jelena Viitanen, Kaisa, Heidi Palola, Joanna Linnainmaa, Anni Hietamies, Anette Usvola, Liisa Nurminen, Hanna Kuvaja  | 11               | Milan            |
| 3   | 29 tháng 3 năm 2015 | Maya Tuominen  | Amanda Hakalax   | Emma Kotilainen, Emma Kotilainen, Vera Ignatius, Sofia Kontro Rosales, Yilin Ma, Nette Johansson, Petra Komppula, Eveliina Lehtisalo | 10               | Luân Đôn         |

## Mùa 1
Mùa giải đầu tiên của chương trình phát sóng vào ngày 25 tháng 2 năm 2005 và thu hút tổng cộng 625.000 khán giả, với Suvi Koponen được công bố là người chiến thắng. Koponen đã giành được 1 hợp đồng người mẫu với Paparazzi Model Management, lên ảnh bìa và trang biên tập cho tạp chí Pàp và 1 hợp đồng người mẫu với Woman Management ở Milan, Paris và New York.
Koponen đã tạo ra một sự nghiệp người mẫu đáng kinh ngạc khi cô đã làm việc cho nhiều nhà thiết kế bao gồm Anna Sui, Vera Wang, Marc Jacobs, Donna Karan, Anne Klein, Blumarine, Miu Miu, Max Azria, Calvin Klein, Louis Vuitton, Nina Ricci và Prada. Koponen cũng đã có một bài biên tập cho tạp chí Vogue Pháp được chụp bởi David Sims và đã xuất hiện trong ảnh bìa tạp chí Vogue của Mỹ.

### Các thí sinh
(Tuổi tính từ ngày dự thi)
| Thí sinh          | Tuổi | Chiều cao               | Quê quán    | Bị loại ở | Hạng              |
| ----------------- | ---- | ----------------------- | ----------- | --------- | ----------------- |
| Susanna           | 21   | 1,74 m (5 ft 8+1⁄2 in)  | Lupua       | Tập 2     | 10                |
| Sarita Välikangas | 16   | 1,78 m (5 ft 10 in)     | Kuusjoki    | Tập 3     | 9                 |
| Satu              | 22   | 1,79 m (5 ft 10+1⁄2 in) | Helsinki    | Tập 4     | 8                 |
| Julia Posti       | 18   | 1,76 m (5 ft 9+1⁄2 in)  | Helsinki    | Tập 5     | 7                 |
| Martha Kämppi     | 16   | 1,74 m (5 ft 8+1⁄2 in)  | Kotka       | Tập 6     | 6                 |
| Jaana Tiilikka    | 17   | 1,77 m (5 ft 9+1⁄2 in)  | Loimaa      | Tập 7     | 5 (dừng cuộc thi) |
| Marianne Koivisto | 22   | 1,74 m (5 ft 8+1⁄2 in)  | Pieksämäki  | Tập 8     | 4                 |
| Sini Säkkinen     | 17   | 1,74 m (5 ft 8+1⁄2 in)  | Oulu        | Tập 9     | 3                 |
| Martina Sorvisto  | 22   | 1,72 m (5 ft 7+1⁄2 in)  | Pietarsaari | Tập 10    | 2                 |
| Suvi Koponen      | 16   | 1,81 m (5 ft 11+1⁄2 in) | Vantaa      | Tập 10    | 1                 |

### Buổi chụp hình
- Tập 1: Ảnh chân dung và toàn thân (casting)
- Tập 2: Diện mạo mới trong quần jean Beavers
- Tập 3: Áo tắm ở bãi biển
- Tập 4: Ảnh quảng cáo cho Vespa
- Tập 5: Ảnh chân dung vẻ đẹp với hoa
- Tập 6: Quảng cáo trên TV
- Tập 7: Ảnh quảng cáo cho Ril's
- Tập 8: Trình diễn thời trang cho Jukka Rintala
- Tập 9: Trình diễn thời trang trong Milan Fashion Week
- Tập 10: Ảnh bìa tạp chí giả

## Mùa 2
Mùa thứ hai của Mallikoulu được phát sóng vào ngày 8 tháng 9 năm 2006. Người chiến thắng là Sanni Salminen, 16 tuổi đến từ Äänekoski. Cô giành được:
- 1 hợp đồng với Paparazzi Model Management
- 1 hợp đồng với Woman Management ở Milan, Paris và New York
- Được xuất hiện trong những trang biên tập của tạp chí InLook
- 1 bộ trang sức từ Alexander Tillander

Salminen đã không thành công như người chiến thắng trước đó, Suvi Koponen nhưng cũng đã làm việc như một người mẫu quốc tế ngắn gọn trước khi trở lại trường học để hoàn thành khóa học của mình.

### Các thí sinh
(Tuổi tính từ ngày dự thi)
| Thí sinh          | Tuổi | Chiều cao               | Quê quán           | Bị loại ở | Hạng  |
| ----------------- | ---- | ----------------------- | ------------------ | --------- | ----- |
| Jonna Ylimäki     | 17   | 1,77 m (5 ft 9+1⁄2 in)  | Iisalmi            | Tập 2     | 11-10 |
| Jelena Viitanen   | 16   | 1,80 m (5 ft 11 in)     | Somero             | Tập 2     | 11-10 |
| Kaisa             | 19   | 1,75 m (5 ft 9 in)      | Hyvinkää           | Tập 3     | 9     |
| Heidi Palola      | 16   | 1,74 m (5 ft 8+1⁄2 in)  | Lahti              | Tập 4     | 8     |
| Joanna Linnainmaa | 23   | 1,77 m (5 ft 9+1⁄2 in)  | Tampere            | Tập 5     | 7     |
| Anni Hietamies    | 16   | 1,70 m (5 ft 7 in)      | Kuopio             | Tập 6     | 6     |
| Anette Usvola     | 19   | 1,80 m (5 ft 11 in)     | Järvenpää          | Tập 7     | 5     |
| Liisa Nurminen    | 17   | 1,81 m (5 ft 11+1⁄2 in) | Mäntsälä           | Tập 9     | 4     |
| Hanna Kuvaja      | 19   | 1,77 m (5 ft 9+1⁄2 in)  | Kotka              | Tập 10    | 3     |
| Essi Erlands      | 16   | 1,78 m (5 ft 10 in)     | Kristiinankaupunki | Tập 10    | 2     |
| Sanni Salminen    | 16   | 1,81 m (5 ft 11+1⁄2 in) | Äänekoski          | Tập 10    | 1     |

### Thử thách
- Tập 1: Ảnh chân dung và toàn thân (casting)
- Tập 2: Áo tắm bên hồ bơi; Thời trang mùa đông
- Tập 3: Ảnh catalog với người mẫu nam
- Tập 4: Ảnh chân dung vẻ đẹp với trang sức
- Tập 5: Quảng cáo cho máy tính HP
- Tập 6: Thăng bằng trên dây
- Tập 7: Tạo dáng ở 1 nơi trong nhà
- Tập 8: Tạo dáng trong trang phục thời Trung Cổ cho Nanso
- Tập 10: Ảnh chụp thử của người mẫu chuyên nghiệp; Tạo dáng trong đồ bó đen

## Mùa 3
Mùa thứ ba đã được MTV3 xác nhận phát sóng vào ngày 29 tháng 3 năm 2015. Anne Kukkohovi, cựu host của Suomen huippumalli haussa đã chiếm vị trí host với Jenni Dahlman làm giám khảo. Các ứng viên phải ít nhất 16 tuổi để nộp đơn. Chương trình chiếu trên kênh AVA.
Người chiến thắng của cuộc thi là Maya Tuominen, 20 tuổi đến từ Helsinki. Cô giành được: 1 hợp đồng người mẫu với Paparazzi Model Management và 1 hợp đồng với Fashion Model Management ở Milan.

### Các thí sinh
| Thí sinh           | Tuổi | Chiều cao               | Quê quán | Bị loại ở | Hạng |
| ------------------ | ---- | ----------------------- | -------- | --------- | ---- |
| Emma Kotilainen    | 17   | 1,80 m (5 ft 11 in)     | Kotka    | Tập 2     | 10   |
| Cecilia Veijola    | 18   | 1,72 m (5 ft 7+1⁄2 in)  | Helsinki | Tập 3     | 9    |
| Vera Ignatius      | 17   | 1,70 m (5 ft 7 in)      | Tuusula  | Tập 4     | 8    |
| Sofia Rosales      | 16   | 1,67 m (5 ft 5+1⁄2 in)  | Kuopio   | Tập 5     | 7    |
| Yilin Ma           | 19   | 1,77 m (5 ft 9+1⁄2 in)  | Turku    | Tập 6     | 6    |
| Nette Johansson    | 20   | 1,80 m (5 ft 11 in)     | Helsinki | Tập 7     | 5    |
| Petra Komppula     | 16   | 1,79 m (5 ft 10+1⁄2 in) | Kuopio   | Tập 8     | 4    |
| Eveliina Lehtisalo | 18   | 1,78 m (5 ft 10 in)     | Tuusula  | Tập 9     | 3    |
| Amanda Hakalax     | 16   | 1,73 m (5 ft 8 in)      | Espoo    | Tập 10    | 2    |
| Maya Tuominen      | 20   | 1,76 m (5 ft 9+1⁄2 in)  | Helsinki | Tập 10    | 1    |

### Thứ tự gọi tên
| 1  | Vera     | Sofia    | Maya     | Maya     | Maya     | Amanda   | Amanda   | Amanda Eveliina Maya | Amanda Maya | Maya   |  |  |  |  |  |  |  |  |  |
| 2  | Eveliina | Amanda   | Nette    | Nette    | Nette    | Maya     | Maya     | Amanda Eveliina Maya | Amanda Maya | Amanda |  |  |  |  |  |  |  |  |  |
| 3  | Maya     | Maya     | Amanda   | Amanda   | Petra    | Eveliina | Petra    | Amanda Eveliina Maya | Eveliina    |        |  |  |  |  |  |  |  |  |  |
| 4  | Nette    | Yilin    | Petra    | Eveliina | Eveliina | Nette    | Eveliina | Petra                |             |        |  |  |  |  |  |  |  |  |  |
| 5  | Amanda   | Nette    | Yilin    | Yilin    | Amanda   | Petra    | Nette    |                      |             |        |  |  |  |  |  |  |  |  |  |
| 6  | Emma     | Vera     | Sofia    | Petra    | Yilin    | Yilin    |          |                      |             |        |  |  |  |  |  |  |  |  |  |
| 7  | Cecilia  | Petra    | Eveliina | Sofia    | Sofia    |          |          |                      |             |        |  |  |  |  |  |  |  |  |  |
| 8  | Yilin    | Cecilia  | Vera     | Vera     |          |          |          |                      |             |        |  |  |  |  |  |  |  |  |  |
| 9  | Petra    | Eveliina | Cecilia  |          |          |          |          |                      |             |        |  |  |  |  |  |  |  |  |  |
| 10 | Sofia    | Emma     |          |          |          |          |          |                      |             |        |  |  |  |  |  |  |  |  |  |

     Thí sinh được miễn loại
     Thí sinh bị loại
     Thí sinh chiến thắng cuộc thi

### Thử thách
- Tập 1: Ảnh thẻ (casting)
- Tập 2: Tạo dáng với diện mạo mới
- Tập 3: Người đàn bà áo đen với đồng hồ cho tạp chí Trendi
- Tập 4: Phát biểu tại bữa tiệc gala phim
- Tập 5: Quảng cáo cho TRESemmé
- Tập 6: Trình diễn thời trang cho Luhta
- Tập 7: Ảnh catalog cho s.Oliver
- Tập 8: Quảng cáo và ảnh quảng cáo cho Marimekko
- Tập 9: Casting cho London Fashion Week và quản lí Storm Model Management
- Tập 10: Ảnh chân dung vẻ đẹp tự nhiên với khăn quàng